# Campodorus ultimus
Campodorus ultimus là một loài tò vò trong họ Ichneumonidae.